# 自由としてのフリー
『自由としてのフリー』（英: Free as in Freedom: Richard Stallman's Crusade for Free Software）は、リチャード・ストールマンの生涯について書かれた自由な書籍である。サム・ウィリアムズによって執筆され、GNU Free Documentation Licenseの下で2002年3月1日にオライリーメディアから出版された。
ウィリアムズは、この本の執筆中にストールマンに数回インタビューを行い、ストールマンのクラスメート、同僚、母親にも話を聞いた。本書は好評を博している。

## 構成
本書は序文、13章、エピローグ、3つの付録、索引に分かれている。付録CにはGNU Free Documentation License（GFDL）のコピーが含まれている。

## ライセンス
『自由としてのフリー』はGNU Free Documentation Licenseバージョン1.1でライセンスされており、テキスト、写真、デザイン要素の変更と再配布が許可されている。

## 執筆
ウィリアムズは本書の執筆過程について記事を執筆し、この本が自由なライセンスで出版されるに至った交渉を記録している。OnLampも2002年に執筆過程についてウィリアムズにインタビューしている。

## 評価
Salonのアンドリュー・レナードは、すでに出版されている資料の量を考慮すると、ウィリアムズがストールマンについて明らかにした新しい情報の量を称賛した。彼はこの本を「ストールマンのニュアンスに富んだ詳細な描写」と評している。  
Computer Userのジェンデ・ホアンはこの本を「率直」と評し、「ストールマンの公的な人物像と私的な人物像の並置がこの本の魅力の鍵である」と書いている。彼はこの本を「自由ソフトウェア運動の重要な部分の記録として、またストールマンという人物に対する洞察として読む価値がある」とまとめている。  
イタリアのVITA誌でベルナルド・パレラは、この本の最大のメリットは自由ソフトウェアとコンピュータ業界全体にとっての懸案事項に対する新しい視点であり、ストールマンの私生活と複雑な技術開発を織り交ぜた内容が魅力的であると述べた。彼は、この本は誤解され過小評価されている人物についての重要なリアルタイムな伝記であり、他の本、出版物、ウェブリンクへの参照が満載であると述べた。。  
Sys-Conのレビューで、マイク・マカリスターはこの本を「ストールマンの経歴と思想への簡単な入門書だが、この長さでは深く掘り下げることはできない」と評している。彼は、各セクションは非常に面白いが、別のトピックについてあまりにも簡潔に取り上げられているか、まったく取り上げられていない（GNOMEなど）と述べている。

## 自由としてのフリー 2.0
リチャード・ストールマンは2009年に『Free as in Freedom』を読んだ後、原文に大幅な改訂と注釈を加えた。この本はGFDLの下で出版されたため、ストールマンは事実誤認に対処し、著者の誤った記述や矛盾した記述の一部を明確にすることができ、必要に応じて自身の直接の経験と専門知識を活かすことができた。  新しい改訂版『Free as in Freedom 2.0』は2010年10月にGNU Pressから出版され、FSFオンラインショップで購入することができるが、PDFとしてもダウンロードすることもできる。サム・ウィリアムズが改訂版の新しい序文を書いている。